# Bruttoetageareal
En boligs areal opgøres som bruttoetageareal. Bruttoetagearealet er boligens samlede areal, inklusive ydervægge og andel af adgangsarealer som trappeopgang og svalegang.
Bruttoetagearealet går til ydersiden af væggene. I nogle huse er ydervæggene noget uregelmæssige, og det kan derfor være svært at måle op. Det gælder f.eks. bjælkehuse, mure af kampesten eller tage med bølgende tagplader. Her skal du forestille dig, at der ligger et bræt på ydersiden af væggen eller tagfladen, som du kan bruge til at måle fra. Mindre fremspring, f.eks. gesimser, sokkelkanter el.lign., skal dog ikke regnes med.
| Bygning eller seværdighed | Spire Denne artikel om en bygning, et bygningsværk eller en seværdighed er en spire som bør udbygges. Du er velkommen til at hjælpe Wikipedia ved at udvide den. |